# أليس برانسي
الأليس البرانسي نوع نباتي حولي يتبع جنس الأليس من الفصيلة الصليبية.

## البيئة والانتشار
موطنه المغرب العربي وإسبانيا والبرتغال وفرنسا. يوجد في المغرب.